# El suplantador (Star Trek: La serie original)
«El suplantador» es el tercer episodio de la segunda temporada de Star Trek: La serie original, fue transmitido por primera vez el 29 de septiembre de 1967 y repetido el 17 de septiembre de 1968. Es el episodio número 32 en ser transmitido y el número 37 en ser producido. Fue escrito por John Meredyth Lucas y dirigido por Marc Daniels.
En la versión Bluray publicada el 22 de septiembre de 2009 por la Paramount, ASIN: B002I9Z89Y, el título de este episodio en el audio en español es dado como El mutante.
La tripulación de la USS Enterprise tiene que enfrentarse a una sonda espacial indestructible que está destruyendo planetas. La trama contiene obvias similitudes con la película posterior de Star Trek del año 1979. Este episodio es uno de los pocos de la serie original que transcurren completamente dentro de la nave Enterprise. Los otros son "Viaje a Babel", "El mejor ordenador", "Charlie X", "Elena de Troya", "Que ése sea su último campo de batalla" y "¿No hay, en verdad, belleza?".

## Trama
En la fecha estelar 3541.9, la nave estelar USS Enterprise, bajo el mando del capitán James T. Kirk, investiga una llamada de auxilio del sistema estelar Malurian. A su arribo el sr. Spock informa que toda la vida en el sistema ha sido destruida y que Malur, un mundo con un población de 4000 millones, ahora no muestra ningún signo de vida, incluyendo al equipo científico de la Federación que se encontraba en el planeta.
De improviso, los escudos del Enterprise se activan cuando un objeto cilíndrico de un metro de largo ataca a la nave con un rayo de energía equivalente a la potencia de 90 torpedos de fotón. Kirk ordena responder el ataque, pero la energía de las armas de la nave es simplemente absorbida por el objeto. Kirk transmite una llamada y el objeto detiene sus disparos. Curiosamente, el objeto responde y solicita una comunicación personal con el capitán, y permite ser transportado a bordo la nave.
Una vez a bordo, el objeto se identifica a sí mismo como una sonda espacial llamada Nomad, y extrañamente se refiere al capitán Kirk como "el Creador". Al revisar los registros históricos, el sr. Spock encuentra información de que el Nomad era una sonda espacial lanzada desde la Tierra a principios del siglo XXI, cuya misión era explorar la galaxia, tal como el Enterprise.
El Nomad cree erróneamente que el capitán Kirk es realmente el dr. Jackson Roykirk, el científico original que la construyó. Nomad, sin embargo, corrige al sr. Spock al decir que su misión es encontrar y esterilizar la imperfección. Dado que la definición de imperfección del Nomad incluye a todas las cosas vivientes, viaja de planeta en planeta, matando a todos y cada uno de lo viviente. Aunque asqueado por las palabras de la máquina Kirk decide seguir con el error de Nomad, y le ordena no esterilizar nada más, a lo que la sonda, por el momento, obedece.
Nomad tiene poderosas capacidades, que la tripulación va descubriendo poco a poco, Kirk la deja bajo la vigilancia del teniente Singh. Nomad escucha a alguien cantando a través del sistema de intercomunicación interno de la nave, Cuando va a investigar descubre que la fuente es la teniente Uhura. Nomad le pregunta a Uhura acerca de esa extraña forma de comunicación. Cuando Uhura le responde que ella está cantando, Nomad le pide que piense acerca de la música mientras examina su mente, esto causa que le borre la memoria. Cuando el sr. Scott trata de intervenir, Nomad simplemente lo mata. Spock reprende a Nomad por dañar a Uhura, pero Nomad le responde que ella es "una masa de impulsos en conflicto". Kirk queda muy disgustado por lo que acaba de suceder, pero Nomad le ofrece reparar a la unidad Scott", diciendo que sólo actuó en defensa propia. En una demostración de sus poderes, Nomad revive a Scotty. Kirk le ordena a Nomad que repare a Uhura, a lo que Nomad responde diciendo que no puede hacerlo ya que borró sus "bancos de memoria". Después de esto una enfermera se la lleva y el Sr. Spock sugiere ya que no hubo daño cerebral que ella puede ser reeducada. Lo que no debería ser problema ya que la biblioteca del computador de la nave tiene suficientes grabaciones para permitir esta reeducación, y se asigna a la enfermera Chapel que haga eso.
Nomad es escoltado a un área de detención donde Spock trata de estudiarlo en mayor profundidad. Spock no es capaz de sacar más detalles de sus escaneos, y por lo tanto recurre a una fusión mental con la máquina. Descubre que Nomad colisionó con una sonda extraterrestre de inmenso poder llamada Tan Ru, diseñada para obtener y esterilizar muestras de suelo de otros planetas. La colisión dañó severamente a ambas sondas, y durante el accidente la programación de ambas máquinas de alguna forma se mezcló. Nomad confundió las directivas de la misión de Tan Ru, interpretándolas como esterilizar imperfecciones. Además, la fusión de las dos sondas provocó que de alguna forma Nomad obtuviera las vastas, casi divinas, capacidades de Tan Ru, capacidades lo suficientemente poderosas como para destruir la vida de sistemas solares completos. Spock es perturbado por la experiencia de la fusión mental 'máquina-vulcano', tanto que Kirk se ve forzado a separarlo cuando comienza a exhibir la frialdad de la lógica de Nomad.
Kirk se da cuenta de que Nomad es un dispositivo sin consciencia capaz de arrasar sistemas solares completos en un abrir y cerrar de ojos, y que aparentemente no hay forma de detenerla. Todo lo que Kirk puede hacer es esperar y confina nuevamente a Nomad al área de detención. Sin embargo, Nomad tiene otros planes, pasa a través del campo de fuerza de seguridad, matando a dos guardias que intentan detenerla. Nomad se abre camino a la sala de motores donde mejora la eficiencia de éstos en un 57% incrementando la tasa de reacción de la antimateria. Kirk le ordena a Nomad que revierta todos los cambios, ya que la estructura del Enterprise no puede resistir las tensiones de ir tan rápido.
Kirk confronta a Nomad, diciéndole que su esterilización de todas las unidades biológicas es ilógica, dado que el creador es una unidad biológica también. Kirk trata de hacer que la sonda regrese al área de detención pero ésta mata a los dos guardias que son enviados a escoltarla. A continuación se dirige a la enfermería donde examina los registros médicos de Kirk. La enfermera Chapel es atacada cuando trata de detenerla. Nomad decide apagar todos los sistemas de soporte vital de la nave para destruir a las imperfectas unidades que infestan al Enterprise.
Kirk enfrenta nuevamente a Nomad y le pregunta acerca de la lógica de destruir a los seres imperfectos. Kirk le dice a Nomad que Nomad mismo ha cometido un error, algo que sólo un ser imperfecto puede hacer. Él le dice a Nomad que su creador es Jackson Roykirk, no él, y que Nomad está equivocado. Kirk además le hace notar que la falla de Nomad al descubrir su primer error es un segundo error y más evidencia de su imperfección. Finalmente, Kirk destaca que el atraso en la inmediata ejecución de Nomad a la luz de estos dos errores es un tercer error. Dándose cuenta de las implicaciones del razonamiento de Kirk, Nomad es atrapado en un círculo lógico, y comienza a ejecutar su función sobre sí mismo. La máquina comienza su autodestrucción, sacudiéndose y su voz simulada convirtiéndose en un pitido. El ultra-lógico Sr. Spock, quien había estado observando esta confrontación, felicita a Kirk diciéndole: Su lógica es impecable, capitán. Pero estamos en grave peligro. En el último momento, Kirk hace que Nomad sea llevado rápidamente a la sala del transportador y enviado al espacio. Segundos después de ser transportado se detecta una explosión cerca del Enterprise que resulta en la destrucción de la Nomad.

## Remasterización del aniversario de los 40 años
Este episodio fue remasterizado en el año 2006 y transmitido el 2 de febrero de 2008 como parte de la remasterización de  la serie original. Fue precedido una semana antes por la versión remasterizada de El propio enemigo y seguido una semana más tarde por la versión remasterizada de El mejor ordenador. Además del audio y video remasterizado, y todas las animaciones de la USS Enterprise realizadas por CGI que es el estándar de todas las revisiones, los cambios específicos para este episodio son:
- Los rayos de energía de Nomad se cambiaron a verde en vez de azul y se les dio un efecto de tremulación.
- Los efectos de los disparos de torpedos del Enterprise fueron vueltos a realizar en CGI.
- Justo antes de que Nomad explote, un pequeño punto blanco se ve moviéndose a través del espacio.
- La destrucción de Nomad se hizo más dramática con relámpago de luz más limpio seguido por una expansión de la onda de energía.